# Okrug Bor
Der Okrug Bor (Kyrillisch: Округ Бор), oft auch Borski Okrug (Kyrillisch: Борски округ) genannt, ist ein Okrug (dt. Kreis) im Osten Serbiens. Verwaltungshauptstadt ist die gleichnamige Stadt Bor in der gleichnamigen Opština Bor.

## Bezirk
Die Gemeinden und ihre Verwaltungsstädte im Bezirk Bor:
| Gemeinde  | Serbische Bezeichnung                 | Verwaltungssitz |
| --------- | ------------------------------------- | --------------- |
| Bor       | Opština Bor / Општина Бор             | Bor             |
| Kladovo   | Opština Kladovo / Општина Кладово     | Kladovo         |
| Majdanpek | Opština Majdanpek / Општина Мајданпек | Majdanpek       |
| Negotin   | Opština Negotin / Општина Неготин     | Negotin         |

## Geografische Daten
Der Bezirk Bor hat eine Fläche von 3.507 km², wobei nur 33 % davon eben sind, die restlichen 67 % sind Gebirge.
Durch ihn fließende Flüsse sind Donau (die hier die Grenze zu Rumänien bildet), Timok, Porečka, Kosovica und der kleinere Fluss Jasenička Reka.

## Einwohner
Die Einwohnerzahl des gesamten Bezirks beträgt 124.992.

## Kultur und Tourismus
Dieser Bezirk ist bekannt für sein historisches und kulturelles Erbe. So liegt hier die prähistorische Ausgrabungsstätte Lepenski Vir (Museum wegen des Donaustaus an eine höhere Stelle verlegt).
In ihm befindet sich einer der größten Paläste des Fürsten Aleksandar Karađorđević I. aus dem Jahre 1856, der auch als Quartier von Miloš Obrenović diente. Des Weiteren liegt die serbische Seite des Durchbruchstales Eisernes Tor mit dem Nationalpark Đerdap und den Wasserkraftwerken Eisernes Tor 1 und Eisernes Tor 2 in diesem Bezirk.
Ein weiterer Höhepunkt ist das Fest Mokranjcevi Dani in der Stadt Negotin, nach Stevan Mokranjac, einem berühmten serbischen Komponisten, benannt.
Es gibt viele Wanderwege, besonders in den Gemeinden Kladovo und Negotin.

## Wirtschaft
Die Landwirtschaft in diesen Bezirk ist ein wichtiger Wirtschaftsfaktor.
Am Rande der Stadt Bor befindet sich auch eine der größten Kupferminen Europas, mit deren Ausbeutung 1904 begonnen wurde. Im Laufe der Jahrzehnte sind deutliche Hinweise aufgetaucht, dass die Mine schon in der Antike zur Kupfergewinnung benutzt wurde.
Weiterhin lagern zahlreiche Goldvorkommen im Bezirk Bor, der Feingehalt ist jedoch nur zu einem kleinen Teil hoch genug, um als Schmuckgold benutzt werden zu können.
Ein weiterer großer Arbeitgeber ist die chemische Industrie in Prahovo. Jedoch befindet sie sich, wie auch zahlreiche andere Firmen, in schlechter finanzieller Lage.